# Lobonyx thoracicus
Lobonyx thoracicus is een keversoort uit de familie Prionoceridae. De wetenschappelijke naam van de soort is voor het eerst geldig gepubliceerd in 1990 door Majer.